# EUR Fermi (métro de Rome)
EUR Fermi est une station de la ligne B du métro de Rome. Elle tient son nom de sa localisation avec le quartier de l'EUR et d'un hommage au physicien Enrico Fermi.

## Situation sur le réseau
Établie en souterrain, la station EUR Fermi est située sur la ligne B du métro de Rome, entre les stations EUR Palasport, en direction de Rebibbia (B) ou Jonio (B1), et Laurentina, terminus de la ligne.

## Histoire

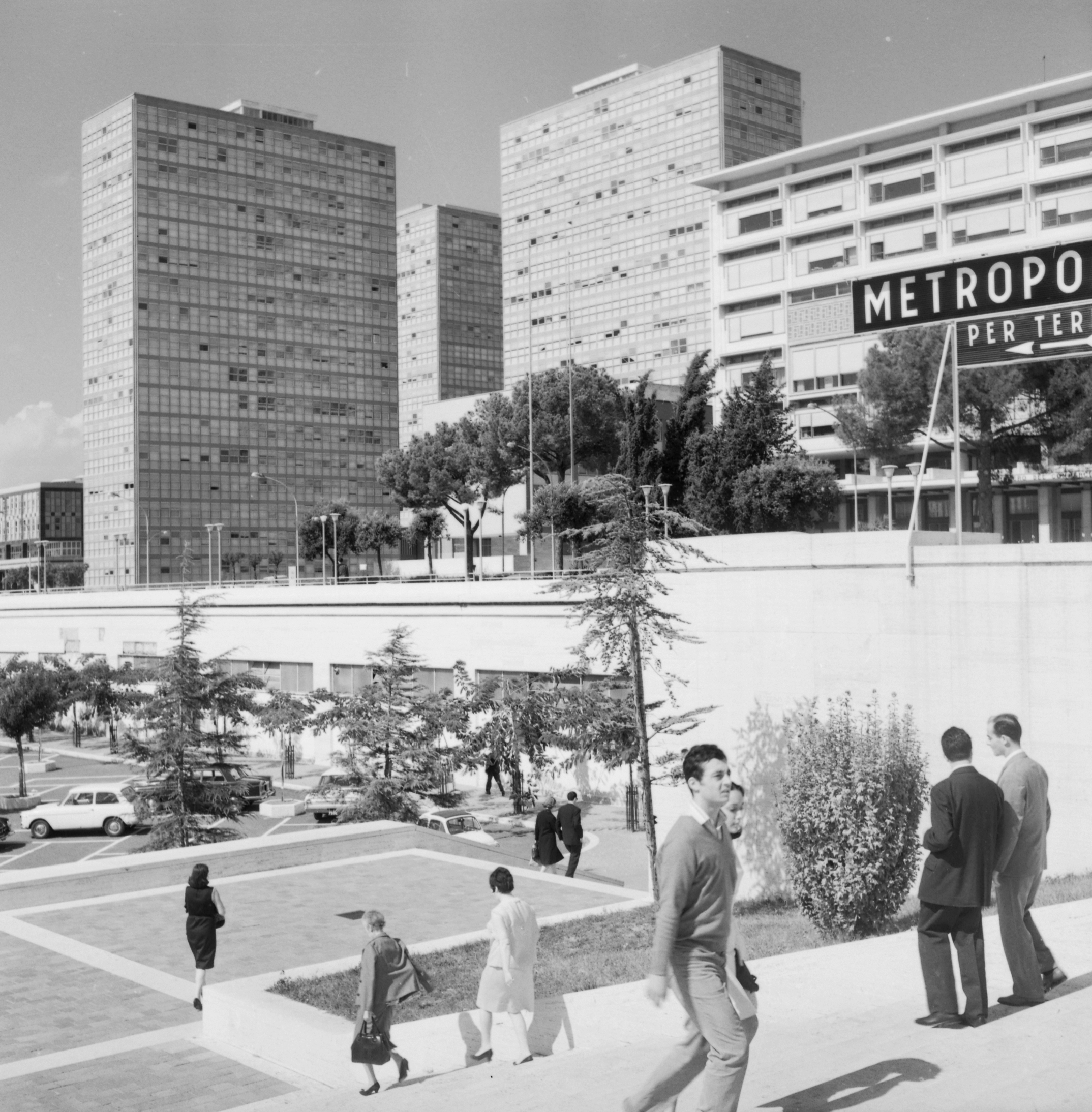
Photo par Paolo Monti, 1967

## À proximité
Les sites intéressants à proximité : le PalaLottomatica, le lac artificiel de l'EUR et son parc, le palazzo ENI au bord du lac, l'un des plus hauts édifices de Rome, le palais des Congrès de Rome, le Musée de la Civilisation romaine, le Musée national préhistorique et ethnographique Luigi-Pigorini et le Musée national des arts et des traditions populaires